# أيدنتكا
أيدنتكا (بالإنجليزية: identi.ca أو identica)‏ وهو خدمة شبكة إجتماعية مفتوحة المصدر وخدمة تدوين مصغر مبنية على StatusNet.
تسمح خدمة أيدنتكا بإرسال تحديثات نصية (تسمى ملاحظات) حتى 140 حرف بشكل يشبه تويتر في الفكرة والألية. وتقدم أيدنتكا ميزات إضافية غير متوفرة على تويتر حالياً. مثل دعم بروتوكول XMPP وغيمة وسوم شخصية، بالإضافة إلى دعم تصدير وتبادل البيانات الشخصية و«الأصدقاء» على أساس معيار FOAF. ويمكن إرسال الملاحظات إلى حساب تويتر أو إلى حسابات أخرى، أو تمريرها إلى أنظمة خاصة مثل يأمر.
استقبلت الخدمة أكثر من 8000 مستخدم مسجل وأكثر من 19000 ملاحظة خلال الأربع والعشرين ساعة الأولى من إطلاقها للعموم في 1 يوليو 2008  وأتمت مليون ملاحظة في 4 نوفمبر 2008  وفي يناير 2009 تلقت دعم مالي من مجموعة Montreal Start Up.
يخضع تطبيق أيدنتكا إلى رخصة أفيرو العمومية ويخضع المحتوى المنشور على أيدنتكا لرخصة المشاع الإبداعي 3.

## وصلات خارجية
- الموقع الرسمي